# Мокрієв Юрій Олексійович
Мокрієв Юрій Олексійович (1 квітня 1901, с. Виноградівка, Новомиргородська волость, Єлисаветградський повіт, Херсонська губернія — 26 травня 1991, Київ, СРСР) — український письменник. Нагороджений орденом «Знак Пошани», почесною грамотою Президії Верховної Ради УРСР та медалями.

## Біографія
Народився 1 квітня 1901 року у м. Новомиргороді Херсонської губернії в родині тесляра. Хата родини письменника знаходилась наприкінці сучасної вулиці Пархоменка (тодішнє село Виноградівка).
Закінчив Новомиргородське вище початкове (чотирикласне) училище. До 1922 року працював на місцевій пошті телеграфістом.
Маючи нахил до малювання, Мокрієв поїхав до Києва з наміром навчатись у Художньому інституті. Натомість йому довелось працювати портовим вантажником, а пізніше — художником при заводському клубі Київського «Арсеналу», де він оформляв вистави заводського драмгуртка і сам брав у них участь. Тут Юрій Мокрієв написав свою першу п'єсу «Реп'яхи». Друкувався з 1929 року.
Під час Другої світової війни працював фейлетоністом у журналі Перець. В післявоєнний період продовжував писати п'єси. В цей період були написані повісті «У плавнях», «Острів Забутий», «Прилітай, лелеко», а також романи «Плавні палають» і «Чорна буря».
Автор сценаріїв художніх фільмів: «Не затримуйте рух» (1930, у співавт.), «Рейд» (1938), «В долині синіх скель» (1956), «Весела змова» (1958) та науково-популярних стрічок: «В гостях у колгоспі» (1951), «Томати для промислової переробки» (1954), «Терезино» (1955, у співавт.), «Шлях перших» (1957), «Рось» (1958).
З 1934 року був членом Спілок письменників і кінематографістів України.
У жовтні 1944 на Всесоюзному конкурсі на одноактну п'єсу-комедію Мокрієву присуджено премію за одноактну комедію «Знатні гості».
Помер 26 травня 1991 року в Києві.
У Новомиргороді — рідному місті письменника, його іменем названо вулицю.

## Цитати
- «Чи є у світі миліше для людського серця, як та земля, на якій ти народився, як рідна оселя, з якої ти пішов у життя? Де б не носила тебе твоя добра чи гірка доля, а ти приїдеш до тієї хати, яка гріла тебе у твої дитячі роки, і схилиш перед нею свою, може вже й посивілу голову…» («Здрастуй, місто моє!»)

## Вибрані твори
- П'єси
  - «Віддай партквиток» (1930),
  - «Союз відважних» (1935),
  - «Зона» (1935),
  - «Сигнали з моря» (1939),
  - «Сповідь» (1939),
  - «Жита цвітуть» (1940),
  - «Скрипка гуцула» (Незабутня осінь) (1940),
  - «Журавлі летять» (1943),
  - «Мата» (1945),
  - «Зорі над копрами» (1947),
  - «Творець пісні» (1955),
  - «Рідна мати моя» (1963),
  - «Сава і його Слава» (1963),
  - «Продана дитина» (1964),
  - «Веселі заручини» (1965),
  - «Королева тюльпанів»,
  - «Квітка папороті» (1968),
  - «Чужа» (1971),
  - «Три тополі»,
  - «Чиє ж то весілля?» (1972),
  - «А мимо пролітають поїзди» (1975),
  - «Чемодан надії» (в співавт., 1978),
  - «Не тільки про любов» (в співавт., 1980),
  - «День у Веселівці» (1981),
  - «Вибух о 16-й» (1985);
- гумористичні збірники
  - «Усмішки Гордія Смішки» (1943),
  - «Веселий салют» (1945),
  - «Карась у сметані» (1948),
  - «Льока» (1955), «Миші в роялі» (1956),
  - «Сто колючок в боки» (1961);
- романи
  - «Плавні палають» (1959),
  - «Чорна буря» (1961),
  - «Слід на землі» (1969);
- збірки повістей
  - «Старий млин» (1955),
  - «Острів Забутий» (1958),
  - «Спрага» (1965),
  - «Зустрічі» (1958),
  - «Дніпрові брати» (1967),
- книга спогадів «Таке близьке» (1974)